# Lin Jaldati
Lin Jaldati, pseudonimo di Rebekka Rebling-Brilleslijper, detta Lientje (Amsterdam, 13 dicembre 1912 – Berlino Est, 31 agosto 1988), è stata una partigiana e cantante olandese naturalizzata tedesca, superstite dell'Olocausto.

## Biografia
Jaldati nacque ad Amsterdam da Joseph Brilleslijper e Fijtje Gerritse, di origini ebree. Aveva una sorella minore, Janny Brandes-Brilleslijper, nata nel 1916. Durante la seconda guerra mondiale, le sorelle Brilleslijper lavorarono nella resistenza e nascosero alcuni ebrei. Nell'estate del 1944 furono arrestate e deportate dapprima nel campo di transito di Westerbork, poi ad Auschwitz-Birkenau e infine a Bergen-Belsen. In tutti e tre i lager incontrarono Anna Frank e sua sorella Margot e furono anche le ultime due persone a vederle in vita, nonché a seppellirle in una fossa comune.
Dopo la guerra, Jaldati divenne una cantante Yiddish e si esibì a Mosca negli anni 1950, in Cina e in Corea del Nord nel 1965, e in Indonesia, Thailandia, India e Vietnam negli anni 1970. Sostenitrice del socialismo, visse a Berlino Est con il marito Eberhard Rebling (1911-2008) e le figlie Kathinka (1941-2020) e Jalda (1951). Jaldati morì nel 1988.